# Bernhard Mazillis
Bernhard Mazillis (* 14. November 1716 in Neuburg an der Donau; † 24. Dezember 1768 ebenda) war ein Kaufmann, Mitglied der Krämerzunft und Mäzen.

## Leben
Die Familie Mazillis stammte aus dem Welschland, der Vater hieß Nikolaus und lebte in einem Dorf in den Karnischen Alpen, bevor er mit seiner Frau Anna Margaretha, einer verwitweten Morach nach Neuburg an der Donau umsiedelte und dort ein Geschäft für Schnittwaren, Seide und Tücher eröffnete. Dort kam Bernhard Mazillis zur Welt; aus der ersten Ehe der Mutter hatte er einen älteren Stiefbruder, Michael Ignaz Morach.
Mazillis besuchte von 1730 bis 1735 das Neuburger Gymnasium, dem sich ein einjähriger Kurs in Philosophie am Neuburger Lyceum anschloss. Sodann fand er bei der fürstlichen Regierung als Sekretär eine Anstellung. Anschließend war er im Kaufmannsgewerbe tätig, um 1757 das väterliche Geschäft zu übernehmen. Im selben Jahr wurde er in die Krämerzunft aufgenommen.
Da es seinerzeit in Neuburg keine öffentliche Elementarschule, sondern nur teuren Privatunterricht gab, lag ihm die Gründung einer solchen Schule am Herzen. Als er an Weihnachten 1768 im Alter von 52 Jahren unverheiratet und ohne Nachkommen an „Wassersucht“ starb, hinterließ er den größten Teil seines beträchtlichen Vermögens den Armen seiner Heimatstadt.
Die Pfarrei Hl. Geist erhielt Tausend Gulden für ein „anständiges Ornat“ sowie weitere 900 Gulden für die Errichtung zweier Altäre und 500 Gulden für „ein anständiges heiliges Grab“. Was beim Leichenschmaus übrig blieb, sollte für einen Kreuzweg verwendet werden. Fast 4 000 Gulden waren in seinem Testament den übrigen Gotteshäusern in Neuburg sowie für die Kirchen in Bittenbrunn, Mauern, Straß, Wagenhofen, Maria im Gnadenfeld (Kahlhof) und Bergen zugedacht.
Er wurde am 26. Dezember 1768 in der Heilig-Geist-Kirche in Neuburg wunschgemäß „zunächst der Friedhofstüre an der Mauer“ beerdigt. Die Grabplatte an der südlichen Kirchentür ist erhalten.

## Stiftung

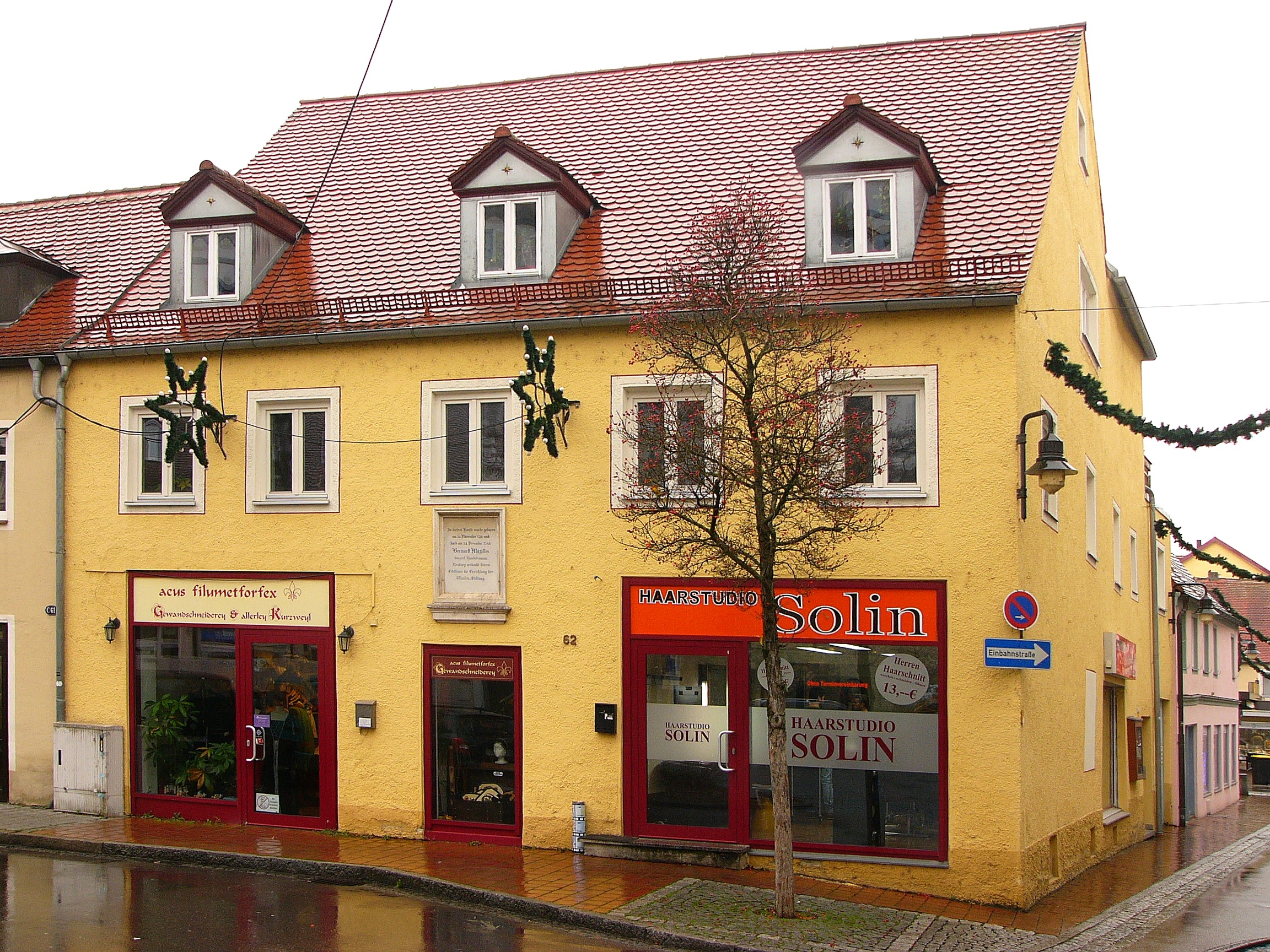
Das Geburtshaus von Bernhard Mazillis in der Luitpoldstraße 62

Den Waisen und Armen sowie den durchreisenden Pilgern galt seine besondere Fürsorge. Er bezeichnete sie als die Haupterben. Als Stiftung setzte Mazillis 40 000 Gulden ein. Er legte großen Wert auf eine Deutschschule (Volksschule) in der Unteren Stadtpfarrei, gemeint war damit Hl. Geist. Für die Besoldung eines Lehrers wurden weitere 4 000 Gulden eingesetzt.
Stadtpfarrer und Dekan Wolfgang Joseph Holl von der Pfarrei Heilig Geist und der Stadtmagistrat waren die beauftragten Verwalter. Kurfürst Karl Theodor stand als Schirm- und Schutzherr Pate. In der heutigen Mazillisstraße wurden einige Häuser gekauft und sofort abgebrochen. An ihrer Stelle ist ein solides Schul- und Waisenhaus mit einer Hauskapelle und einen geräumigen Hausgarten entstanden. Den Grundstein legte Dekan und Stadtpfarrer Joseph Holl am 16. Mai 1770 in einer feierlichen Einsegnung. Am 8. November 1771 war bereits der Festakt mit Weihe und Übergabe der Schule. Mit untergebracht in diesen beiden Gebäuden war auch das Waisenhaus. Gegenüber der Schule lief es im Waisenhaus nicht so gut, so dass es zunehmend Beschwerden über die innere Verwaltung gab. Daraufhin wurde die Zweckmäßigkeit des Hauses angezweifelt, was zu einer Auflösung im Jahr 1802 führte. Das Pilgerhaus erhielt den Aktenvermerk „außer Gebrauch“.

## Mazillisschule

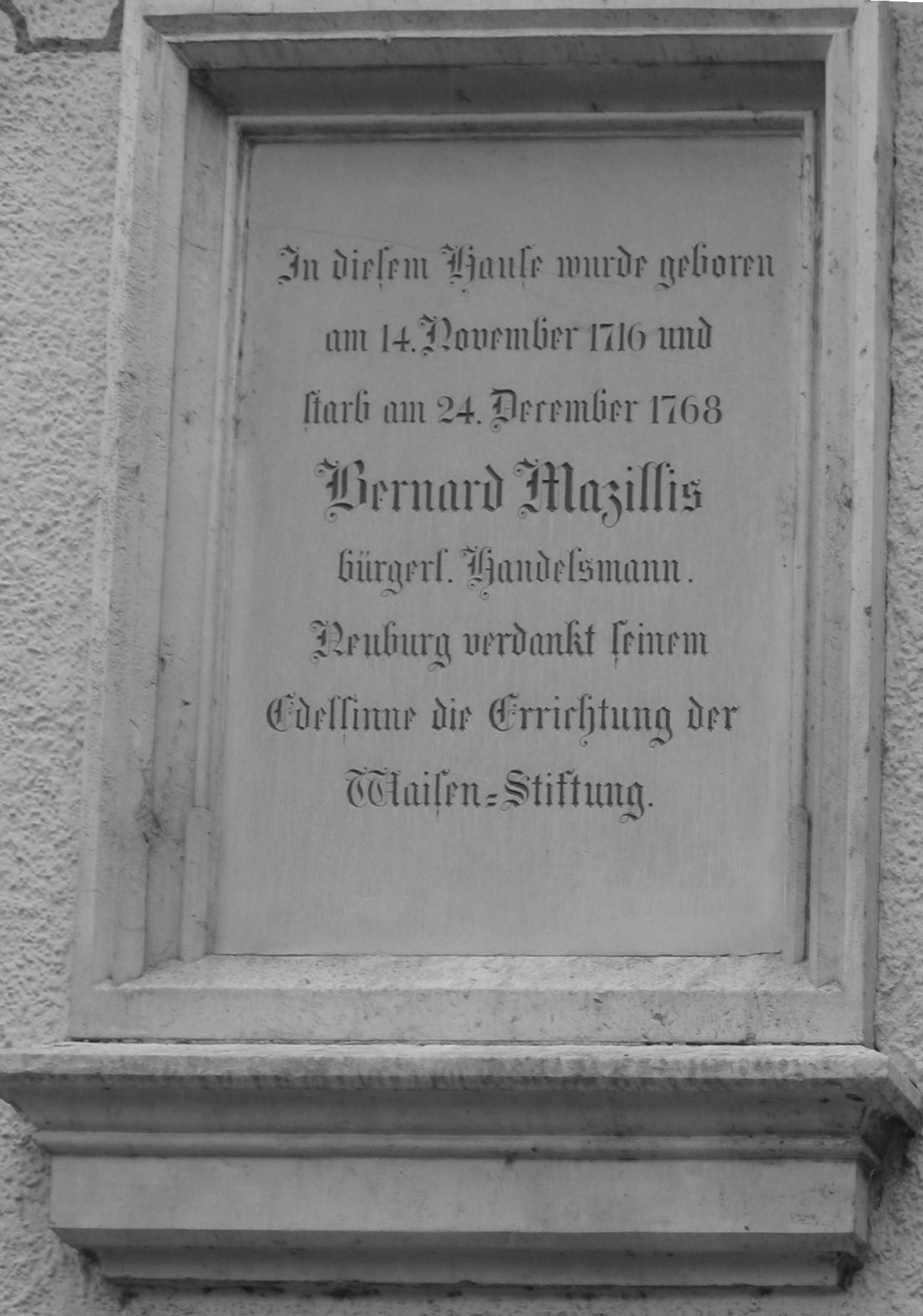
Gedenktafel am Geburtshaus

Die Schule hatte einen guten Ruf und 1784 unterrichteten dort drei Lehrer. Mit der Einführung der allgemeinen Schulpflicht im Jahre 1802 mussten die schulischen Verhältnisse geändert werden. Die Mazillisschule war nun eine reine Knabenschule. Das Waisenhaus wurde als Knabenschule mit einbezogen. 1901 gab es wiederum eine Änderung. Jetzt gingen dort die Schüler der „Königlich Landwirtschaftlichen Winterschule“ (Landwirtssöhne) ein.
Durch den Zuzug der Heimatvertriebenen platzten die Schulen nach dem Zweiten Weltkrieg aus allen Nähten. Die Mazillisschule bekam wieder ihre ursprüngliche Funktion als Volksschule. 1962 musste das Gebäude mit Balken gestützt werden. Zwei Jahre später wurde es abgebrochen.

## Ehrung
Mit der Straßenbezeichnung „Mazillisstraße“ wurde dem Stifter ein Denkmal gesetzt. Die Förderschule in der Monheimer Straße erhielt den Namen Bernhard Mazillis-Schule. An seinem Geburtshaus befindet sich in der Luitpoldstraße auf der Stirnseite des Gebäudes eine Gedenktafel, darauf ist zu lesen: Neuburg verdankt seinem Edelsinne die Waisenstiftung. In früheren Zeiten war dort, ebenfalls auf einer steinernen Gedenktafel, folgende Inschrift angebracht: Bürgerlich schlicht allzeit war Dein Wandel, o wackrer Mazillis, – Aber im Wohlthun ein Fürst – hast Du die Krone verdient!